# Cerodirphia peruviana
Cerodirphia peruviana är en fjärilsart som beskrevs av Lemaire. Cerodirphia peruviana ingår i släktet Cerodirphia och familjen påfågelsspinnare. Inga underarter finns listade i Catalogue of Life.